# Waschhaus (Bazeilles-sur-Othain)

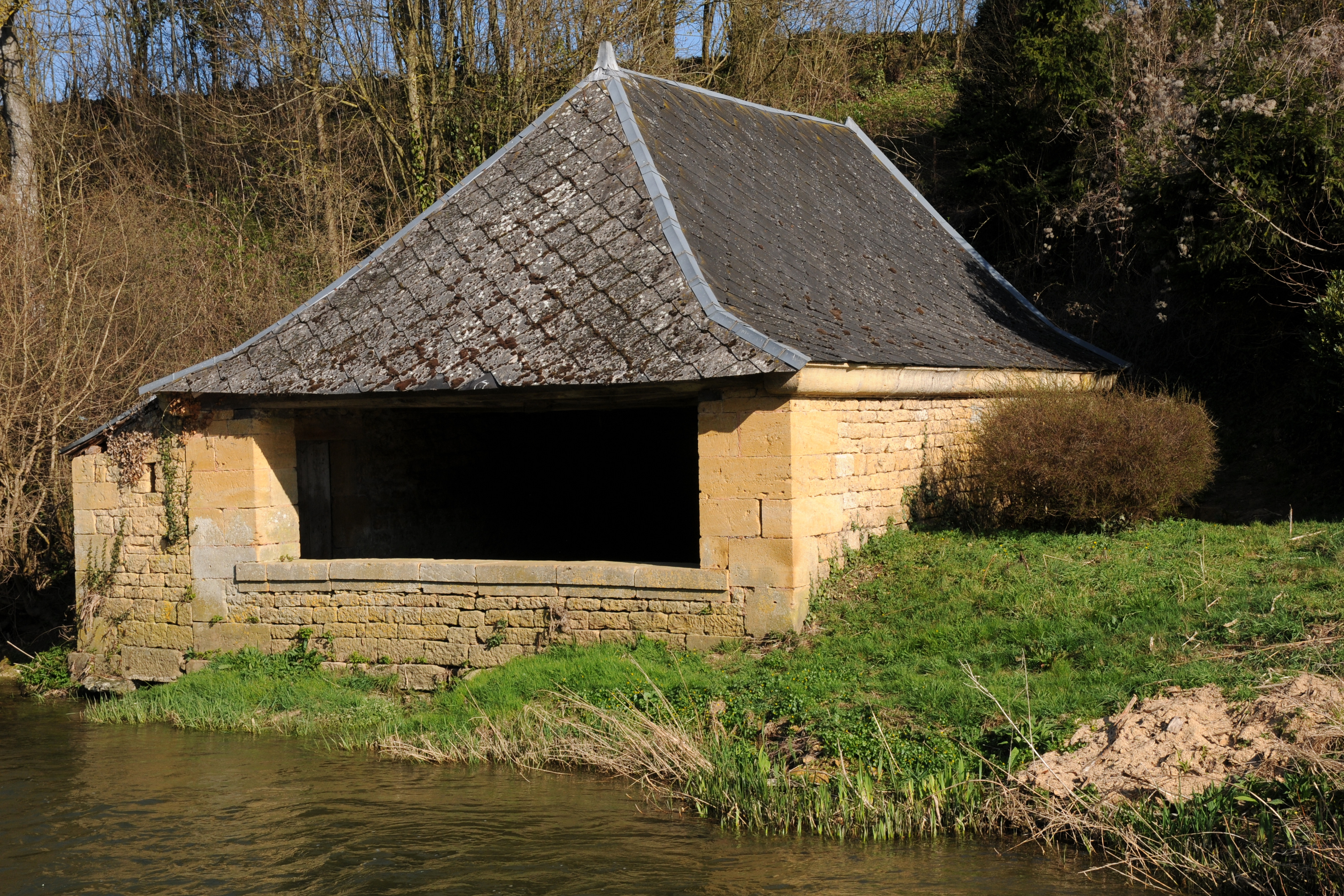
Waschhaus in Bazeilles-sur-Othain

Das Waschhaus (französisch lavoir) in Bazeilles-sur-Othain, einer französischen Gemeinde im Département Meuse in der Region Grand Est, wurde im 19. Jahrhundert errichtet. 
Das öffentliche Waschhaus aus Sandsteinmauerwerk mit schiefergedecktem Walmdach steht am Fluss Othain. 